# Johann Neuner (Komponist)
Johann Rudolf Neuner, auch Hans Neuner (* 10. Dezember 1867 in Großsteinbach; † 9. Mai 1931 in Graz) war ein österreichischer Komponist und Beamter.

## Leben und Wirken
Johann Neuner wurde am 10. Dezember 1867 in der Ortschaft Großsteinbach geboren. Noch während seiner Schulzeit erlernte er Klavier, Violine und Flöte und stellte als 16-Jähriger ein Orchester zusammen. Mit diesem konnte er erste Erfolge feiern. Während Neuners Militärzeit wurden seine ersten Kompositionen, die vor allem aus Märschen, Walzer und Polkas bestanden, von den Grazer Militärmusiken der Infanterie-Regimenter Nr. 7, 27, 47 und 87 aufgeführt. Diese Kompositionen wurden später auch bei verschiedenen Bällen in Graz mit großem Erfolg wiedergegeben. Auf beruflicher Ebene war Neuner als Staatsbeamter tätig und war zuletzt Regierungsrat der Post- und Telegraphenverwaltung. Seinem Wunsch auch ernstere Stücke zu komponieren ging Neuner dahingehend nach, dass er als noch junger Beamter Unterricht in den Bereichen Musiktheorie und Kontrapunkt bei Erich Wolf Degner, dem damaligen Direktor des Musikverein für Steiermark absolvierte. Sein Œuvre umfasst über 230 Kompositionen bestehend aus Opern, Operetten, Liedern, Melodramen, Klavier- und Violinsonaten, Klaviertrios und Orchesterwerken. Im Jahre 1911 feierte sein Bühnenwerk Der römische Ausgleich (Op. 56) an der Grazer Oper seine Premiere und wurde, sowohl vom Publikum, als auch von Theaterkritikern durchwegs positiv aufgenommen.
Ab den 1920er Jahren waren zahlreiche kammermusikalische Werke bei Vereinskonzerten, Veranstaltungen der Grazer Urania und Radiosendungen zu hören, was Neuner einen noch größeren Bekanntheitsgrad bescherte. Seine Kompositionen waren stets durch einen traditionell-harmonischen Tonsatz geprägt. Weitere bemerkenswerte Opern aus der Feder von Hans Neuner waren unter anderem Cervantes (Op. 108) oder Flint und Bombst (Op. 111). Auch arbeitete er mit dem Schriftsteller Bruno Ertler zusammen und verfasste Melodramen nach Texten von Ottokar Kernstock (Ein Winternachtstraum (Op. 107)) oder von Johann Wolfgang von Goethe (Der Zauberlehrling (Op. 167)). Des Weiteren zeigte er sich auch für instrumentale Programmmusik und Charakterstücke verantwortlich; darunter Suite in den Seetaleralpen (Op. 53) oder das Klavierwerk Die Spieldose (Op. 55). Am 18. Februar 1896 wurde seine Tochter Margarethe „Grete“ Hedwig Neuner († 15. Dezember 1980) geboren und im weiteren Verlauf ihres Lebens zur Pianistin ausgebildet. Neuner, die später den Lehrer, Musikkritiker und Komponisten Hans Weitzer (1895–1945) heiratete, war unter anderem selbst als Lehrende tätig. Hans Neuner starb am 9. Mai 1931 im Alter von 63 Jahren in Graz.